# Adalbert Duschek
Adalbert Ludwig Duschek (* 2. Oktober 1895 in Hinterbrühl; † 7. Juni 1957 in Wien) war ein österreichischer Mathematiker und Politiker (SPÖ).

## Leben
Adalbert Duschek wurde am 2. Oktober 1895 als Sohn des Prokuristen Adalbert Duschek (* 29. Dezember 1840) und dessen Ehefrau Maria (* 14. März 1847) in Hinterbrühl geboren und am 17. Oktober 1895 auf den Namen Adalbert Ludwig getauft. Duschek besuchte das Gymnasium in Wien (Matura 1914) und studierte danach an der Technischen Hochschule Wien Mathematik. Ab 1920 war er Assistent und promovierte im Folgejahr zum Doktor. Ab 1930 war er Privatdozent an der Universität Wien, wo er 1936 außerordentlicher Professor wurde. Am 22. April 1938, kurz nach dem Einmarsch der Nationalsozialisten, wurde er mit sofortiger Wirkung beurlaubt und wenig später aufgrund der „Abstammung der Frau Duschek“ in frühzeitigen Ruhestand versetzt. Ab 1940 war er als technischer Angestellter und Berater der ELIN AG tätig und amtierte nach Kriegsende bis 1946 als Rektor der Hochschule, wo er 1945 Professor wurde.
Duschek schrieb ein Lehrbuch der Tensorrechnung und gab 1928 eines der grundlegenden Werke der Tensoranalysis, Tullio Levi-Civitas „Absolutes Differentialkalkül“, in deutscher Übersetzung bei Springer heraus.
Duschek war auch Politiker. Er war als SPÖ-Mitglied von 1945 bis 1957 Mitglied des Bundesrats.

## Auszeichnungen
- 1955: Großes Silbernes Ehrenzeichen für Verdienste um die Republik Österreich[5]

## Schriften (Auswahl)
- Vorlesungen über Höhere Mathematik: Erster Band: Integration und Differentiation der Funktionen einer Veränderlichen. Anwendungen. Numerische Methoden. Algebraische Gleichungen. Grundzüge der Wahrscheinlichkeitsrechnung. Springer Wien, Wien 1949, ISBN 978-3-7091-3966-0 (410 S.).
- Weitere drei Bände unter dem Titel Vorlesungen über Höhere Mathematik sind später erschienen, werden aber in den Bibliotheken nur unter diesem Titel ohne Untertitel geführt, so dass eine genaue Zuordnung nicht möglich ist.
- Adalbert Duschek, August Hochrainer: Grundzüge der Tensorrechnung in analytischer Darstellung: I. Teil: Tensoralgebra. Vierte ergänzte Auflage. Springer-Verlag, Wien 1960 (V, 171 S., Erstausgabe:  1946).
- Adalbert Duschek, August Hochrainer: Grundzüge der Tensorrechnung in analytischer Darstellung: II. Teil: Tensoranalysis. Zweite ergänzte Auflage. Springer-Verlag, Wien 1961 (VI, 334 S., Erstausgabe:  1950).
- Adalbert Duschek, August Hochrainer: Grundzüge der Tensorrechnung in analytischer Darstellung: III. Teil: Anwendungen in Physik und Technik. Erste Auflage. Springer-Verlag, Wien 1955 (VI, 250 S.).
- Der Tensorbegriff und seine Bedeutung für die Physik. Teil 1, 2, 3, Physikalische Blätter 1954, 1955:
  - Teil 1, Geometrische Grundlagen
  - Teil 2, Tensoralgebra
  - Teil 3, Tensoranalysis